# Duchesse (krajka)

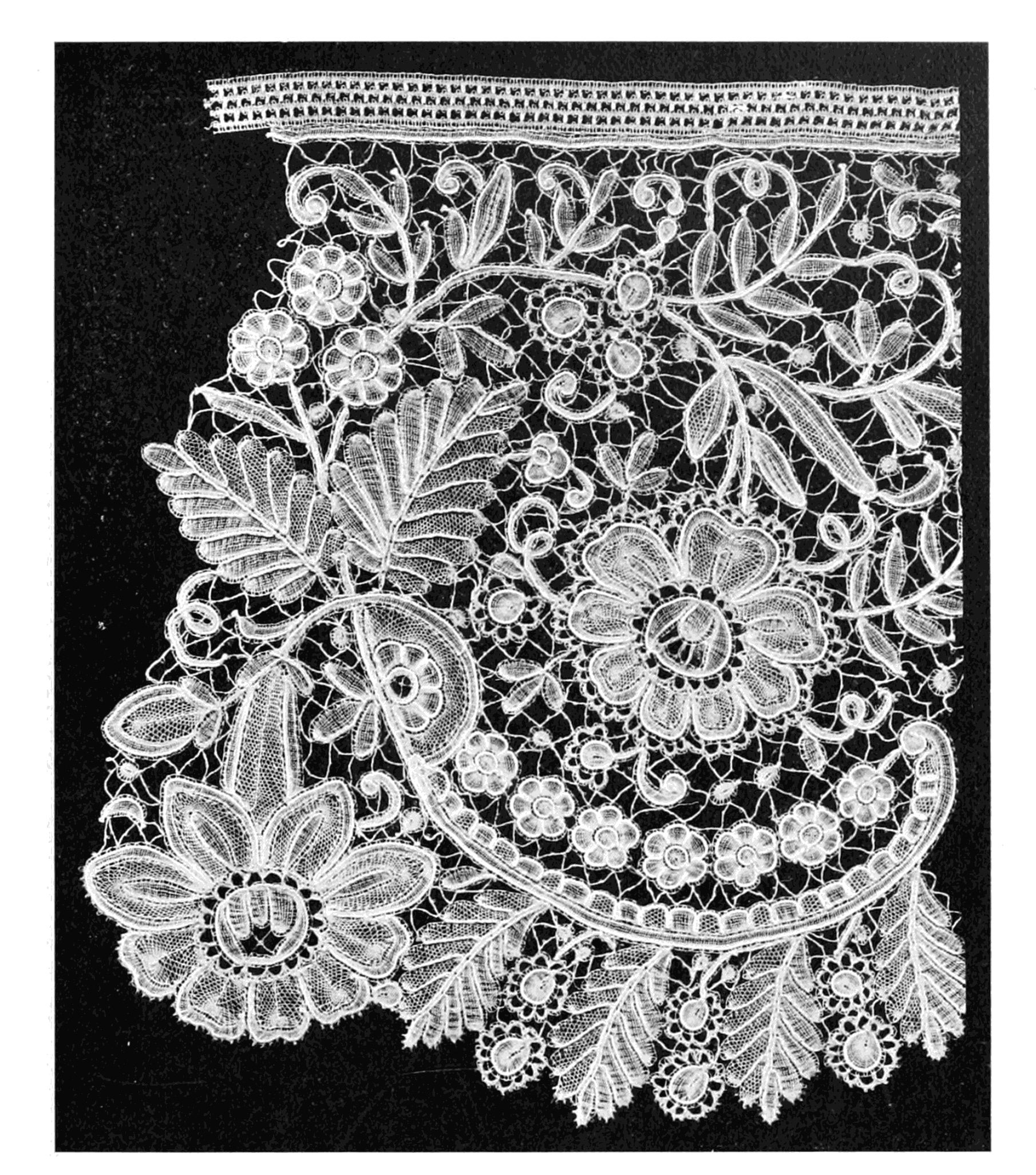
Ručně paličkovaná duchesse

Duchesse (franc.: vévodkyně) je varianta bruselské krajky vyráběná asi od roku 1840 hlavně v Brugách. Označení duchesse se údajně zavedlo k poctě brabantské vévodkyně, belgické královny Marie Jindřišky, která podporovala belgické krajkářství.
Zhotovuje se kombinací paličkování a šití z přízí z různých materiálů a různé tloušťky a z vazeb od polohodu až po plátno. Duchesse je levnější než původní bruselská krajka, oblíbená byla obzvlášť kvůli velkým, často nepravidelně rozloženým květinovým motivům.
Imitace duchesse se vyrábí na člunkových vyšívacích strojích jako tzv. vzdušná krajka.
Duchesse je známá také jako hedvábnická tkanina (viz Duchesse (tkanina)).

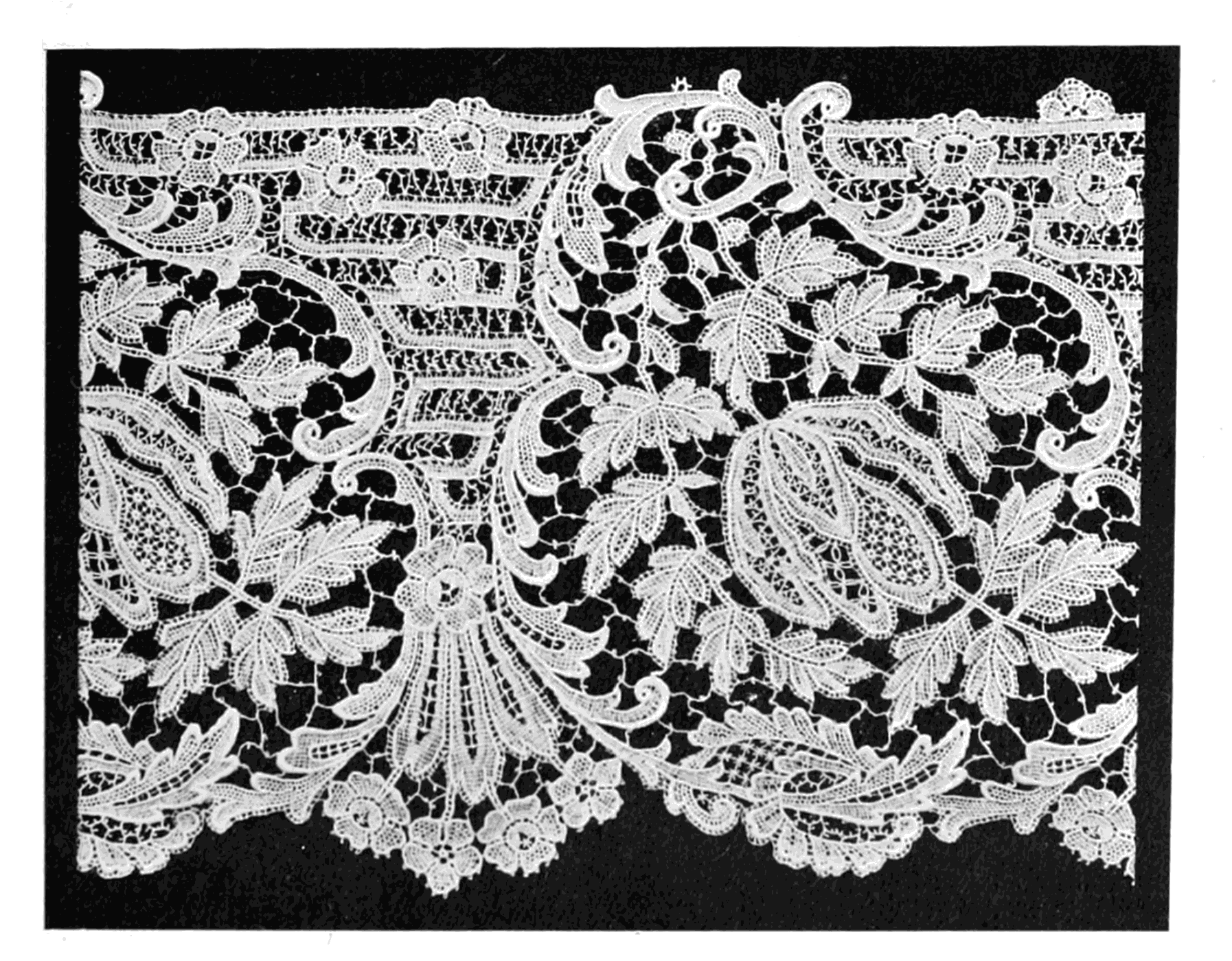
Imitovaná duchesse